# Liste der Nebenflüsse der Wyna
Die Liste der Nebenflüsse der Wyna enthält die Zuflüsse der Wyna, eines 32 km langen Flusses in den Schweizer Kantonen Luzern und Aargau, deren mit etwa 9 km längster Zufluss der Dorfbach Gontenschwil  ist. Sie hat ein 120,95 km² grosses Einzugsgebiet und einen mittleren Abfluss (MQ) von 12,2 m³/s.

## Zuflüsse

### Tabellen und Diagramme

#### Diagramme
Zuflüsse der Wyna ab 3 km Länge
Zuflüsse der Wyna mit Einzugsgebiet ab 3 km²
Zuflüsse der Wyna mit mittlerer Abfluss (MQ) ab 100 l/s

#### Tabelle
| Name                  | GKZ      | Lage   | Länge in km | EZG in km² | MQ in m³/s | Mündung Koordinaten    | Mündungshöhe in m | Bemerkungen                                                                |
| --------------------- | -------- | ------ | ----------- | ---------- | ---------- | ---------------------- | ----------------- | -------------------------------------------------------------------------- |
| Lochbach              | LU632004 | links0 | 003,5000    | 0002,180   | 0000,150   | bei Neudorf            | 65500000          |                                                                            |
| Wilibach              | LU182443 | links0 | 002,7000    | 0002,170   |            | bei Neudorf            | 64600000          |                                                                            |
| Witwilerbach          | LU182439 | links0 | 002,5000    | 0000,960   |            | bei Beromünster        | 61900000          | Alternativnamen: Fridgraben                                                |
| Moosbach              | CH001140 | links0 | 004,7000    | 0006,600   | 0000,140   | bei Beromünster        | 58800000          | Alternativnamen: Gunzwilerbach                                             |
| Schwarzebach          | CH012273 | rechts | 003,6000    | 0002,070   |            | bei Walzi, Menziken    | 55300000          |                                                                            |
| Rickenbach            | CH001218 | links0 | 002,9000    | 0004,560   |            | in Menziken-Ausserdorf | 54900000          |                                                                            |
| Mühlebachkanal        | AG570581 | links0 | 002,1000    | 0004,360   | 0000,080   | in Reinach             | 51400000          |                                                                            |
| Vorderdorfbach        | CH003197 | rechts | 002,9000    | 0002,970   |            | bei Zetzwil            | 50500000          | Alternativnamen: Totenbächli, Chräjenlochbach                              |
| Dorfbach Gontenschwil | CH005727 | links0 | 008,9000    | 0017,650   | 0000,330   | bei Buchseri, Oberkulm | 49100000          | Alternativname: Sagenbach                                                  |
| Murtelbach            | AG570552 | rechts | 002,4000    | 0003,0000  |            | bei Oberkulm           | 47900000          | Alternativname: Murbach                                                    |
| Tüetetelbach          | AG570548 | rechts | 002,2000    | 0002,420   |            | in Oberkulm            | 46500000          |                                                                            |
| Dorfbach              | CH001153 | rechts | 004,8000    | 0007,340   | 0000,130   | bei Teufenthal         | 44100000          |                                                                            |
| Zinse                 | AG570536 | links0 | 002,5000    | 0002,330   |            | bei Teufenthal         | 43700000          |                                                                            |
| Schnartwilbach        | CH001151 | rechts | 002,6000    | 0002,010   |            | bei Bleien, Gränichen  | 42400000          | Länge des Strangs Refentalbach→Schnartwilbach 2,6 km Schnartwilbach 1,3 km |
| Schürbergbach         | AG570529 | rechts | 002,2000    | 0001,450   |            | bei Gränichen          | 42000000          |                                                                            |
| Moortelbach           |          | links0 | 002,8000    |            |            | bei Gränichen          | 41800000          |                                                                            |
| Lochbach              | CH001150 | links0 | 003,2000    | 0003,520   |            | in Gränichen           | 40700000          |                                                                            |
| Gänstelbach           |          | links0 | 002,6000    |            |            | bei Suhr               | 39300000          |                                                                            |
| Wyna                  | CH545    |        | 032,0000    | 0120,950   | 0012,2000  | bei Suhr               | 38500000          | Mündet in die Suhre                                                        |

Anmerkungen zur Tabelle
1. ↑  Vom Ursprung bis zur Mündung. Daten von Swisstopo (map.geo.admin.ch)
2. ↑  Die Daten der Wyna zum Vergleich

### Liste
Vom Ursprung bis zur Mündung. Namen nach den Geoportalen der Kantone Luzern und Aargau. Orographische Zuflussrichtung (rechts/links). Daten nach dem Geoserver der Schweizer Bundesverwaltung: Länge in Kilometer (km), Einzugsgebiet in Quadratkilometer (km²), Mittlerer Abfluss (MQ) in Liter pro Sekunde (l/s) Koordinaten der Mündung , Mündungsort und Mündungshöhe in Meter über Meer (m ü. M.)
- Hirzenbrunnenbach[1] (rechts), 0,3 km,  südwestlich von Beromünster-Neudorf, 701,9 m ü. M.
- Letzibrunnenbach[2] (rechts), 0,6 km[3],  südwestlich von Neudorf, 689 m ü. M.
- Bromenbach[4] (rechts), 1,1 km,  südwestlich von Neudorf, 686 m ü. M.
- Joggubach[5] (links), 0,8 km[3], 1,34 km²,  in Neudorf, 666,3 m ü. M.
- Murbach[6]  (rechts), 1,6 km, 0,67 km²,  in Neudorf, 664,2 m ü. M.
- Chäsibach[7]  (Ronibach) (rechts), 0,4 km,  am Nordrand von Neudorf, 662,5 m ü. M.
- Sudleren[8] (rechts), 1,5 km,  nördlich von Beromünster-Underdorf, 658,6 m ü. M.
- Lochbach[9] (links), 3,5 km, 2,18 km², 150 l/s,  östlich von Beromünster-Sandweid, 655,4 m ü. M.
- Kammerhölzlibach[10] (rechts), 1,3 km,   südwestlich vom Beromünster-Luzernerhof, 651 m ü. M.
- Wilibach[11] (links), 2,7 km, 2,17 km²,   westlich vom Luzernerhof, 649 m ü. M.
- Wissbach[12] (rechts), 1,0 km,   nordwestlich vom Luzernerhof, 647,6 m ü. M.
- Eigenbach[13] (rechts), 1,1 km,  südlich von Beromünster, 645,7 m ü. M.
- Hasennestbach[14] (rechts), 1,7 km,  südlich von Beromünster, 646,1 m ü. M.
- Vogelherdgraben[15] (links), 0,8 km,  südlich von Beromünster, 644 m ü. M.
- Huebenbach[16] (links), 0,5 km[3],  südlich von Beromünster, 643 m ü. M.
- Schlösslibach[17] (links), 0,7 km[3],  bei Beromünster, 636 m ü. M.
- Witwilerbach[18]  (Fridgraben) (rechts), 2,5 km, 0,96 km²,  nordöstlich von Beromünster, 619,1 m ü. M.
- Adliswilerbach[19] (rechts), 0,3 km,  bei Beromünster-Winon, 596,3 m ü. M.
- Moosbach (Gunzwilerbach)[20] (links), 4,7 km, 6,5 km², 140 l/s,  bei Beromünster-Hobacher, 588,2 m ü. M.
- Hügeribach[21] (rechts), 0,3 km[3],  nördlich von Winon, 585 m ü. M.
- Charholzbächli[22] (links), 0,7 km, 0,85 km²   westlich von Beromünster-Maihusen, 573,8 m ü. M.
- Langweid(bächli)[23]  (links), 0,1 km[24],   südöstlich von Menziken-Hasenwacht, 566 m ü. M.
- Maihuserhölzli(bächli)[25]  (rechts), 0,3 km[24],  südwestlich Menziken-Sonnebühl, 566 m ü. M.
- Hasenwachtbächli[26] (links), 0,5 km[24],  ostnordöstlich von Hasenwacht, 562,1 m ü. M.
- Murbächli[27] (rechts), 1,4 km,  bei Sonnebühl, 561 m ü. M.
- Grubenbächli[28] (links), 0,5 km[24],  in Menziken, 552,9 m ü. M.
- Schwarzenbach[29] (rechts), 3,6 km, 2,07 km²,  in Menziken-Ausserdorf, 552,8 m ü. M.
- Rickenbach[30] (links), 2,9 km, 4,56 km²,  in Menziken, 548,5 m ü. M.
- Haltenbächli[31] (rechts), 1,3 km[24],  in Menziken, 541,1 m ü. M.
- Waldeggbächli[32] (links), 1,4 km[24],  in Reinach, 533,5 m ü. M.
- Weihermattbach[33] (rechts), 1,8 km,   westlich von Reinach-Schoren, 531,1 m ü. M.
- Mühlebachkanal[34] (links), 2,1 km, 4,36 km², 80 l/s,  nördlich von Reinach-Alzbach, 514,1 m ü. M.
- Hinterbergbächli[35] (links), 1,6 km[24],  bei Alzbach, 513,9 m ü. M.
- Brüggelmooskanal[36] (rechts), 1,6 km, 3,35 km²,  südwestlich von Leimbach, 509,7 m ü. M.
- Länzbächli[37] (links), 1,7 km, 0,73 km²,  ostnordöstlich von Gontenschwil-Oberes Feld, 510 m ü. M.
- Gulihübel(bächli)[38] (links), 1,0 km,  ostnordöstlich von Oberes Feld, 510,3 m ü. M.
- Dorfbach Leimbach[39] (rechts), 1,1 km, 0,84 km²,  bei Leimbach, 508,7 m ü. M.
- Wilimoosbächli[40] (links), 1,2 km, 1,23 km²,  östlich von Gontenschwil-Unteres Feld, 507,5 m ü. M.
- Bächliacher (Bächli)[41] (links), 0,6 km[24],  nordöstlich von Unteres Feld, 507 m ü. M.
- Vormooskanal[42] (links), 0,5 km,  östlich Gontenschwil-Unterdorf, 504,9 m ü. M.
- Vorderdorfbach[43] (rechts), 3,1 km, 2,97 km²,  südlich von Zetzwil, 503,4 m ü. M.
- Hinterdorfbach[44] (Thalbach) (rechts), 2,3 km, 1,51 km²,  bei Zetzwil, 502,7 m ü. M.
- Rohrbach[45] (rechts), 2,1 km[24],  westlich von Zetzwil, 493,9 m ü. M.
- Dorfbach Gontenschwil[46] (links), 8,7 km, 17,65 km², 330 l/s,  nordwestlich Zetzwil-Mättenfeld, 490,4 m ü. M.
- Bütschetel(bächli)[47] (links). 0,9 km[24],  zwischen Oberkulm und Zetzwil, 487 m ü. M.
- Zetzetelbach[48] (links), 1,6 km, 0,74 km²,  östlich von Oberkulm-Tutlihof, 483,5 m ü. M.
- Oberacher (Bächli)[49] (links), 0,2 km[24],  südöstlich von Oberkulm-Obersteg, 481 m ü. M.
- Murtelbach/[50] (Murbach) (rechts), 2,4 km, 3,0 km²,  östlich von Oberkulm-Neudorf, 478,8 m ü. M.
- Beidelbach[51] (links), 1,1 km,  bei Neudorf, 475,5 m ü. M.
- Gonzentalbächli[52] (links), 0,6 km, 0,61 km²,  nordöstlich von Oberkulm-Wuermatt, 472,5 m ü. M.
- Mülifeld(bächli)[53] (links), 0,1 km[24],  bei Oberkulm-Mülimatt, 469 m ü. M.
- Goorenmoosbach[54] (Brühlbächli) (links), 1,2 km,  bei Oberkulm, 466,4 m ü. M.
- Tüetetelbach[55] (rechts), 2,2 km, 2,42 km²,  in Oberkulm, 465,1 m ü. M.
- Schmalzhofbächlein[56] (links), 0,8 km,  bei Oberkulm, 464 m ü. M.
- Breite(bächli)[57] (links), 0,2 km[24],  bei Unterkulm, 461 m ü. M.
- Pfaffentalbächlein[58] (Ehrenbächlein) (rechts), 0,7 km,  in Unterkulm, 458,9 m ü. M.
- Böhlerbächlein[59] (links), 2,2 km[24], 1,57 km²,  in Unterkulm, 457,5 m ü. M. 47.311780, 8.112370
- Tüelenbächlein[60] (links), 1,8 km[24],  in Unterkulm-Winkel, 456,5 m ü. M.
- Fornachbächlein[61] (links), 0,3 km[24],  bei Teufenthal, 444 m ü. M.
- Dorfbach[62] (rechts), 4,8 km, 7,34 km², 130 l/s,  in Teufenthal, 439,8 m ü. M.
- Zinse[63] (links), 2,5 km, 2,33 km²,  bei Teufenthal, 436,3 m ü. M.
- Wässerig[64][65] (links), 0,5 km[24],  nordwestlich von Teufenthal, 434,7 m ü. M.
- Zeisetelbächli[66] (links), 0,3 km[24],  östlich von Gränichen-Gulm, 432 m ü. M.
- Liebegg[67] (rechts), 1,7 km,  südlich von Gränichen-Bleien, 428,8 m ü. M.
- Pfendelbach[68] (links), 1,7 km, 1,07 km²,  östlich von Gränichen-Pfendel, 428,1 m ü. M.
- Schnartwilbach[69] (rechts), 1,3 km[24] (Strang Refentalbach→Schnartwilbach 2,6 km), 2,01 km²,  bei Bleien, 424,1 m ü. M.
- Schürbergbach[70] (rechts), 2,2 km, 1,45 km²,  südlich von Gränichen, 420,4 m ü. M.
- Moortelbach[71] (links), 2,8 km[24],  östlich Gränichen-Oberfeld, 417,7 m ü. M.
- Bienstelbach[72] (rechts), 0,5 km,  bei Gränichen-Bienstel, 418,2 m ü. M.
- Brütschenbächli[73] (rechts), 0,9 km,  bei Gränichen-Oberdorf, 413 m ü. M.
- Lochbach/[74] (Talbach) (links), 3,2 km, 3,52 km²,  in Gränichen, 407 m ü. M.
- Rintelbach[75] (rechts), 1,7 km,  östlich von Suhr-Meierhof, 399,3 m ü. M.
- Gänstelbach[76] (links), 2,6 km,  östlich von Suhr, 393 m ü. M.
- Verbindungskanal[77][78] (links), 0,2 km[24],  bei Suhr, 388,4 m ü. M.
- Kanal Cartofont[79][80] (rechte Abzweigung),  südlich von Buchs-Wynenfeld, 388,4 m ü. M.